# Bongo
Bongo — сервер электронной почты и календарей, основанный на открытых стандартах.
Bongo может обслуживать до 250 тыс. почтовых ящиков и до 50 тыс. одновременно подключённых пользователей. Позиционируется как система для использования в крупных корпорациях.
Web- (HTTP, HTTPS) и почтовый сервер (SMTP, IMAP) реализуются самой системой, но возможно использование сторонних серверов (например, postfix). Протокол календаря — iCalendar, CalDAV.
Поддерживает клиентские программы: Mozilla Thunderbird, Microsoft Outlook и др.
Имеет собственный веб-интерфейс (и для пользователей, и для администратора).

## История
Bongo основывается на исходных кодах проекта Hula. 28 ноября 2006, Novell объявила, что они больше не работают над проектом в полную мощь. Сообщество, которое сложилось вокруг Hula, пыталось продолжить проект, однако в январе 2007 Novell объявила о продаже проекта компании Netmail business to Messaging Architects.
В январе 2007 года был запущен проект Bongo, хотя и без официального объявления. Первое "официальное" заявление о проекте возникло в феврале 2007 года, с появлением первого предварительного релиза. Второй выпуск Бонго (версия 0.2, или "М2") был объявлен в мае 2007 года.